# Ločitev
Ločitev je prekinitev/razveza zakonske zveze, prekinitev/preureditev zakonskih dolžnosti in odgovornosti. Zakon se prekine na podlagi pravil določene države.
Ločitev se ne sme zamešati z razveljavitvijo zakona, ki le-tega razglasi za ničen in neveljaven; z zakonito ločitvijo (par se neformalno loči, po zakonu pa je še vedno poročen) ali z de facto ločitvijo (par neformalno prekine zvezo).
Ločitveni zakoni se razlikujejo od države do države, v večini držav pa je potrebna odobritev sodišča ali druge avtoritete v pravnem postopku. Pravni postopek ločitve lahko obsega tudi zadeve preživnine (podpora partnerja), skrbništvo otrok, obiske/dostop do otrok, starševski čas, finančno podporo otrok, razdelitev imetja in dolgov. V večini držav je enoženstvo zahtevano po zakonu, torej ločitev dovoljuje vsakemu bivšemu partnerju, da se poroči z nekom drugim; kjer je dovoljeno mnogoženstvo, mnogomoštvo pa ne, ločitev dovoljuje [ženska]]m, da se poročijo z drugim moškim.
Ločitev je lahko zelo stresna izkušnja: vpliva na finance, dogovore o bivanju, gospodinjske zadolžitve, urnike, starševstvo in otroke, ki morajo nato vse svoje življenje živeti z ločenima staršema. Če torej družina vključuje tudi otroke, so le ti lahko močno prizadeti in prikrajšani.
Edini državi, ki ločitve ne dovoljujeta, sta Filipini in Vatikan, ki ločitvenega postopka sploh nima. Države, ki so relativno pred kratkim legalizirale ločitev, so Italija (1970), Portugalska (1975), Brazilija (1977), Španija (1981), Argentina (1987), Irska (1996), Čile (2004) in Malta (2011).